# Scopula nemoraria
Scopula nemoraria är en fjärilsart som beskrevs av Jacob Hübner 1798. Scopula nemoraria ingår i släktet Scopula och familjen mätare. Inga underarter finns listade.